# Marián Chlad
Marián Chlad (* 22. září 1969) je bývalý český fotbalový útočník.

## Fotbalová kariéra
Odchovanec Teplic. Ligu hrál za Duklu Praha, SK Dynamo České Budějovice, FC Vítkovice, v Nizozemí za FC Groningen a v Česku za FC Svit Zlín. V československé a české fotbalové lize nastoupil v 79 utkáních a dal 9 gólů.

## Ligová bilance
| Ročník                                   | Zápasy | Góly | Klub                       |
| ---------------------------------------- | ------ | ---- | -------------------------- |
| 1. československá fotbalová liga 1988/89 | 4      | 0    | Dukla Praha                |
| 1. československá fotbalová liga 1989/90 | 7      | 1    | Dukla Praha                |
| 1. československá fotbalová liga 1990/91 | 20     | 3    | Dukla Praha                |
| 1. československá fotbalová liga 1991/92 | 4      | 1    | Dukla Praha                |
| 1. československá fotbalová liga 1991/92 | 13     | 2    | SK Dynamo České Budějovice |
| 1. československá fotbalová liga 1992/93 | 9      | 0    | Dukla Praha                |
| 1. československá fotbalová liga 1992/93 | 14     | 2    | FC Vítkovice               |
| Eredivisie 1993/94                       | 7      | 1    | FC Groningen               |
| 1. česká fotbalová liga 1995/96          | 8      | 0    | FC Svit Zlín               |
| CELKEM                                   | 86     | 10   |                            |